# Neoptec
 (octobre 2021).
Neoptec est un éditeur français de logiciels destinés aux établissements d’enseignement publics et privés pour les évaluations, examens ou concours actif de 1994 à 2018. La société est créée par un ancien enseignant universitaire en économie, Jean-Pierre Moussette, en 1994 à Montpellier. Elle est connue pour avoir simplifié, modernisé et rationalisé les coûts de la logistique dans l'éducation, en proposant des outils favorisant l'objectivité et l'égalité des traitements dans l'évaluation des connaissances des élèves et de candidats.  
Les recherches et développements de Neoptec s'inscrivent dans le champ des études de la docimologie, en cherchant à rendre plus objectives les modalités d'évaluation par questionnaire à choix multiples (QCM) ainsi que par dissertations. 

## Histoire
En 2015, la société Euroconcours rachéte la totalité des parts et Frédéric Dallias devient directeur général. 
Le 27 novembre 2017, l'associé unique, la société Euroconcours a décidé la dissolution sans liquidation de la société. La dissolution entraîne la transmission universelle du patrimoine de la société Neoptec à la société Euroconcours,. 

## Produits
En 1995, Neoptec dépose un brevet sur la reconnaissance numérique de cases à cocher grâce au travaille de recherche, du code barre, de Monsieur Alain Rais Ingénieur en Informatique et microélectronique. Son premier logiciel de questionnaire à choix multiples, QCM Direct corrige automatiquement les réponses manuscrites des candidats en pilotant un scanner numérique grâce à la technologie de lecture automatique de documents. À la différence des lecteurs optiques de marques des années 1960, cette technologie numérique garantit la fiabilité des résultats, en permettant en plus, le contrôle des résultats par l'utilisateur grâce à l'image.  
En 1996, s’appuyant sur ces premiers développements, le logiciel Data-Scan est ensuite développé pour pouvoir identifier les réponses manuscrites saisies sur des questionnaires ou formulaires papier de tout type (questionnaire d’évaluation, de satisfaction, fiches d’inventaire…).  
En 2000, Neoptec reprend les actifs logiciels de la société Mimetics, leader des technologies de reconnaissance optique depuis 1985 en Europe. Elle optimise alors ses moteurs de reconnaissance grâce à l'OCR,  l'ICR et CMC7.
En 2001, Neoptec développe Nemo-Scan, logiciel d’anonymat inviolable, basé sur un nouveau brevet. Nemo-Scan repose sur l’utilisation des moteurs de reconnaissance d’écriture manuscrite, de cases à cocher, de codes à barres et d’échelles pour assurer la confidentialité des copies d’examen ou d’échantillon médical. Ce logiciel censé répondre à la réforme Bayrou de 1997 qui rend obligatoire l'anonymat des examens universitaires ne rencontrera pas la demande attendue. 
En 2007, Neoptec dépose un brevet sur le procédé original de sa plateforme Cloud Computing de dématérialisation d’examens et concours Viatique. Cette plateforme sécurisée associe les technologies de la LAD et de la GED pour assurer l’ensemble du processus de traitement de copies d’un examen ou d’un concours écrit : numérisation, identification et anonymat, brassage et répartition vers les correcteurs, simple ou double corrections, harmonisation, délibération des jurys. Les enseignants conservent leurs prérogatives de correction.  
Neoptec met également au point un processus entièrement dématérialisé permettant de surveiller et d’éviter la triche pour des examens et concours passés sur ordinateurs. 
En 2008, le logiciel Real Quest est mis au point pour permettre aux utilisateurs de QCM Direct de créer et réutiliser des questions depuis une banque de questions d'évaluation.
Depuis 2009, Neoptec reprend les principes de ses logiciels QCM Direct, Real Quest, Data-Scan et Viatique ePAPER pour concevoir une plateforme multimodale Cloud Computing, nommée Passnum, qui facilite la création collaborative d'évaluations par les enseignants, en leur permettant de suivre les résultats de leurs évaluations papier et numérique et de renvoyer des copies corrigées sous forme numérique.

## Usages des logiciels

### Corrections automatiques
Depuis 1996, de nombreux examens universitaires et concours d'entrée aux Grandes Écoles sont corrigés à l'aide des logiciels de Neoptec. 

### Dématérialisation du baccalauréat français
En 2007 et 2008, la Maison des examens d’Arcueil fait appel à Neoptec pour dématérialiser les copies du baccalauréat dans plusieurs académies en France et expérimente le bac sur ordinateur. 
Depuis 2010, Neoptec assure la dématérialisation des copies d'épreuves de baccalauréat des lycées français à l’étranger,,. Au lieu d’être envoyées par transports sécurisés, les copies sont immédiatement accessibles sur la plateforme sécurisée, sans que les correcteurs n’aient à se déplacer. 

### Dématérialisation des examens de BTS en France
Depuis 2012, les Académies de Montpellier, Bordeaux, Nantes dématérialisent les épreuves de brevet de technicien supérieur (BTS). Les enseignants se connectent sur Viatique pour corriger les copies qui leur sont attribuées. 

### Dématérialisation des concours
Depuis 2011, les concours de l’agrégation, du CAPES et autres concours de recrutement du ministère de l’Éducation nationale sont dématérialisés à l’aide de la plateforme Viatique. L’objectif est de sécuriser les copies pour éviter les pertes, permet l’anonymat, la double correction des copies et l’harmonisation des notes. Les copies sont numérisées pour être rendues anonymes, brassées et diffusées en double exemplaires pour chaque binôme de correction.  
Depuis 2013, les copies de concours de la haute administration hospitalière du Centre national de gestion sont également dématérialisées. 